# АССА (видавництво)
АССА («Агенція Сучасних Спеціалістів та Авторів») — українське видавництво, яке спеціалізується на випуску дитячої художньої, шкільної та розвивальної літератури.

## Історія
«Агенція Сучасних Спеціалістів та Авторів» була заснована 3 листопада 2009 року в місті Харків. Свою діяльність на книжковому ринку видавництво розпочало з випуску туристичної літератури. Перша книга — путівник «Україна. Відпочивай активно!» — була видана у 2010 році. Згодом видано велопутівники «ВелоУкраїна» (друкована та електронна версії), «ВелоКарпати», «ВелоКиївщина» та «ВелоЗакарпаття» та туристичні карти Карпат.
З 2013 року і до сьогодні видавництво «АССА» розширює асортимент навчальної та розвиваючої літератури для дітей, співпрацюючи із фахівцями в галузі освіти — методистами, викладачами та психологами. У 2015 році була запатентована корисна модель «Навчальні та довідкові наліпки», яка лягла в основу серій «Розумні наліпки» та «Довідники у наліпках».
З 2016 року «АССА» освоює новий напрям — художня література для підлітків. 1 серпня 2016 року була надрукована перша книга серії «Коти-вояки» — переклад українською всесвітньо відомого бестселера Warriors. Перекладачі серії Остап Українець та Катерина Дудка.
2018 року видавництво «АССА» започаткувало нову літературну серію для підлітків — «Час фентезі». У цій серії вже видано:
- Роман «Варту у Грі» львів'янки Наталії Матолінець — міське фентезі. Події книги відбуваються у мальовничому Львові, де поміж туристами та місцевими мешканцями ходять, живуть і іноді вбивають чаклуни, відьми й алхіміки. Роман у 2018 році отримав нагороду книжкового порталу «Барабука» у номінації «Дебют року в прозі», крім того здобув спецвідзнаку Всеукраїнського літературного конкурсу рукописів прози «Крилатий лев-2017» за новаторський пошук у жанрі міського фентезі та диплом конкурсу романів «Львівські перехрестя-2017».
- Дві книги з трилогії «Сезон кіноварі», автор Володимир Арєнєв: романи «Порох із драконових кісток» та «Дитя песиголовців». Книга «Порох із драконових кісток» потрапила до короткого списку Всеукраїнського рейтингу «Книжка року-2018» в номінації «Дитяче свято». А ЇЇ продовження — «Дитя песиголовців» — переможець «Топу БараБуки-2018» у номінації «Підліткове фентезі року», цей роман потрапив до 10 найважливіших книг 2018 року за версією літературного критика Євгенія Стасіневича, до списку найкращих книжок за версією книгоблогерів та до короткого списку книжкового рейтингу «ЛітАкцент року».
- Таємні щоденники Улісса Мура (англ. The secret diaries of Ulysses Moore): «Двері у міжчасся» та «Крамниця забутих мап». Книги-квест про пригоди підлітків, які подорожують у часі та просторі. Автор — італійський письменник П’єрдоменіко Баккаларіо[en]. Книги вже перекладено понад 15 мовами.
- Серія книг «Черептон Крутій» (англ. Skulduggery Pleasant[en]) ірландського письменника та сценариста Дерека Ленді — це поєднання фентезі та детективу з нотками легкого чорного гумору. Головні герої — детектив-скелет Черептон Крутій та його напарниця Стефані Едглей / Валькірія Веремія.
- Таємничий цикл про Ніну Панкович полячки Анни Каньтох. «Таємниця покинутого монастиря» (пол. Tajemnica diabelskiego kręgu) — перша книга трилогії. Події роману відбуваються в післявоєнній Польщі. Тринадцятирічна Ніна разом з групою підлітків, яких зібрали янголи, потрапляє до маленького містечка, де оселяються у покинутому монастирі. Навіщо їх зібрали та які таємницю приховує монастир стає зрозуміло зовсім скоро…
- «Фелікс, Нет і Ніка» — серія підліткового фентезі польського автора Рафала Косіка. Героями книг є троє друзів: Фелікс Полонія, Нет Білецький та Ніка Міцкевич. Вони мають дивну властивість повсякчас потрапляє в різні детективні історії, тому їм доводиться протистояти шкільним хуліганам, банді грабіжників і навіть духам.

## Книжкові ярмарки
«АССА» щорічно бере участь у міжнародних фестивалях та ярмарках: «Книжковий арсенал» у Києві, «Форум видавців» та «Дитячий форум» у Львові, «Зелена хвиля» в Одесі, Франкфуртський книжковий ярмарок, Вільнюський книжковий ярмарок. Видавництво отримало відзнаку «Найкраща книга Форуму видавців-2017» у номінації «Місто» за книгу «Фасади. Харків» Максима Розенфельда.

## Нагороди
- Серія міського фентезі Наталії Матолінець «Варта у Грі» отримала премію «БараБука» за кращий дебют 2018, міське фентезі «Артефакти Праги» увійшло у короткий список «БараБука» ТОП-2019, а «Кров Будапешта» отримала премію «БараБука» за кращу серію року 2021.
- Книга Володимира Арєнєва «Дитя песиголовців» увійшло до п’ятірки кращих українських книжок 2018 року за версією відеоблоґерів, а також у рейтинг «Найважливіших українських книжок 2018 року». У грудні 2018 року портал «Барабука» назвав «Дитя песиголовців» кращим українським фентезі для підлітків, а вже у 2020 році книга отримала премію ім. М. Коцюбинського в категорії «Дитяча література». У травні 2019 року Володимир Арєнєв увійшов до списку «25 кращих письменників України», у цьому ж році книга «Дитя песиголовців» отримала нагороду у номінації «Література для дітей» від книжкової премії «Еспресо. Вибір читачів 2019».
- У 2020 році книга Патріка Несса «Ніж, якого не відпустиш» отримала спеціальну відзнаку за найкращу книгу фантастики для підлітків від літературної премії «Навиворіт».
- У 2021 році поп-ап видання «Палаци і фортеці України» посіла III місце у фестивальному конкурсі «Книжка майбутнього» у номінації «Експеримент у папері».
- Книга Ольги Куждіної "Детективна агенція "САМ" в Ужгороді" стала переможцем ТОПу БараБуки 2023 року як найкраща художня проза для молодшого шкільного віку, а спецвідзнаку "Артбук" отримав «Жираф Монс. Харківська історія воєнної весни». А видавництво отримало відзнаку за послідовну підтримку сучасної української дитячої та підліткової літератури. Також дві наші книги увійшли до короткого списку цієї премії: "Дзеркало бажань" та "Ольвія. Зима змін".
- Ще кілька премій відзначили видання, які вперше вийшли друком у видавництві «АССА» у 2023 році:
  - « Жінки, які прославили Україну. 33 надихаючі історії» —  короткий список номінації «Дитяче свято» Всеукраїнського рейтингу «Книжка Року - 2023»;
  - «Дзеркало бажань» — короткий список премії “Дитяча Книга року ВВС-2023”;
  - «Ольвія. Зима змін» — список "Найкращі українські книжки 2023 року" за версією ПЕН;
  - “Детективна агенція «САМ» в Ужгороді” —  відзнака журі Міжнародної літературної премії імені Всеволода Нестайка (м. Бердичів, 2023 рік).
- Книга Олега Михайлова "Жираф Монс. Харківська історія воєнного часу" увійшла до довгого списку Talking Pictures-2024, який було організовано Bolognabookplus у співпраці з Книжковий Арсенал.

## Видавничі проекти
- Серія «Україна. Відпочивай активно!» — путівники з активних видів відпочинку та туризму в Україні, велопутівники, туристичні мапи, атласи.
- Серія «Нова школа» [Архівовано 29 липня 2021 у Wayback Machine.]
- Серія «100 тем» [Архівовано 29 липня 2021 у Wayback Machine.] — довідники, що містять матеріал усього шкільного курсу, відібраний у 100 найбільш важливих тем.
- Серія «Розумні наліпки»
- Серія «Коти-вояки» — пригодницькі романи-фентезі. Перша книга серії вийшла у світ в 2003 році, створили їх британські письменниці під загальним псевдонімом Ерін Гантер.
- Серія «Крихітка» [Архівовано 29 липня 2021 у Wayback Machine.] — книги для дітей 2–3 років з інтерактивними завданнями, які сприяють розвитку основних вікових навичок — дрібної моторики, уваги, логіки тощо.
- Серія «Читай та відкривай» — книги з яскравими історіями для дітей віком від 3 років.
- Серія «Час фентезі» — книги сучасних українських та іноземних письменників, що працюють у жанрі фентезі.
- Серія «Книжкові мандри» — серія книг українських авторів.

## Соціальні проекти
З 2012 року видавництво друкує та безкоштовно розповсюджує правила дорожнього руху для велосипедистів під час проведення Всеукраїнського велодня у всіх великих містах країни, дарує книжки бібліотекам та дитячим будинкам Харкова.

## Співпраця
«АССА» співпрацює з багатьма відомими видавництвами, серед яких Flintas publishing, Carlsen, Working Partners Limited тощо.